# PKK 반란 (2015년~현재)
PKK 반란은 2015년 7월 말부터이어진 터키 정부와 쿠르디스탄 노동자당(PKK) 반군간의 분쟁을 의미한다. 2013년 초에 휴전협정에 들어간지 약 2년 6개월 만에 다시 분쟁이 발생했다. 터키-PKK 분쟁은 1984년부터 시작됐으며, 45,000여 명이 사망했고, 200만 ~ 300만의 난민이 발생했다.